# Мотуз, Владимир Иванович
Владимир Иванович Мотуз (18 февраля 1924, Гомельская область — 5 сентября 1996) — автоматчик; командир отделения взвода пешей разведки 1037-го стрелкового полка 223-й стрелковой дивизии 57-й армии, сержант.

## Биография
Родился 18 февраля 1924 года в деревне Белановичи Петриковского района Гомельской области Белоруссии в крестьянской семье. Белорус. Окончил 5 классов.
В Красной Армии с 1942 года. На фронте в Великую Отечественную войну с июня 1942 года. Сражался с вражескими оккупантами на Донском, Юго-Западном, 2-м и 3-м Украинских фронтах.
Автоматчик 1037-го стрелкового полка красноармеец Владимир Мотуз 14 ноября 1943 года в бою за деревню Богдановцы, расположенную юго-западнее города Пятихатки Днепропетровской области Украины, одним из первых ворвался в расположение неприятеля, уничтожив большое количество противников, и захватив «языка» с ценными документами для советского командования.
Приказом по 223-й стрелковой дивизии от 29 ноября 1943 года № 042 за мужество и отвагу, проявленные в боях, красноармеец Мотуз Владимир Иванович награждён орденом Славы 3-й степени.
Командир отделения взвода пешей разведки 1037-го стрелкового полка сержант Владимир Мотуз 22 августа 1944 в районе молдавского села Тапатар незаметно подполз к огневой точке противника и забросал её гранатами, уничтожив и весь её расчёт, чем способствовал выполнению боевой задачи подразделением.
Приказом по 57-й армии от 27 октября 1944 года № 0160 за мужество и отвагу проявленные в боях сержант Мотуз Владимир Иванович награждён орденом Славы 2-й степени.
Командир отделения взвода пешей разведки 1037-го стрелкового полка сержант Владимир Мотуз 17 марта 1945 года, действуя в составе разведывательной группы, первым ворвался в венгерский населённый пункт Баргестеж, уничтожил огневую точку, препятствующую продвижению советской пехоты, взял в плен двух «языков».
В последующих боях перерезал кабель связи во вражеском тылу и захватил склад боеприпасов.
5 мая 1945 года командующий 46-й армией генерал-лейтенант Петрушевский А. В. подписал представление к награждению сержанта Мотуза В. И. орденом Славы 1-й степени.
Указом Президиума Верховного Совета СССР от 15 мая 1946 года за образцовое выполнение заданий командования в боях с немецко-вражескими захватчиками сержант Мотуз Владимир Иванович награждён орденом Славы 1-й степени, став полным кавалером ордена Славы.
В 1947 году старшина Мотуз демобилизован. Вернулся в родную Белоруссию. Жил в посёлке Муляровка Петриковского района Гомельской области. Работал механиком. Член КПСС с 1963 года. Скончался 5 сентября 1996 года.
Награждён орденами Отечественной войны 1-й степени, Славы 1-й, 2-й и 3-й степени, медалями.